# Pokerrekenmachine
Een pokerrekenmachine is een algoritme dat op probabilistische of statistische wijze de kans van een speler op winst, verlies of gelijkspel van een pokerhand kan afleiden.
Gezien de complexiteit van poker en de voortdurend veranderende regels, zijn de meeste pokercalculators statistische machines; waarschijnlijkheden en kaarten tellen wordt zelden gebruikt. Pokercalculators zijn er in drie soorten, in het Engels: poker advantage calculators, poker odds calculators en poker relative calculators. Een poker odds calculator berekent de winratio van een speler. Een winratio wordt gedefinieerd als het aantal gewonnen games gedeeld door het totale aantal gesimuleerde games in een Monte Carlo-simulatie voor een specifieke speler.

## Voordeelcalculator
Een pokervoordeelcalculator berekent de winstratio van een speler en normaliseert de winstratio ten opzichte van het aantal spelers. Een voordeelcalculator geeft een genormaliseerde waarde tussen -100% en +100% die de winstverandering van een speler in een gesloten domein beschrijft. Dat wil zeggen, als het resultaat van een speler -100% is, ongeacht het aantal spelers in het spel, zal de speler zeker het spel verliezen. Als het voordeel van een speler +100% is, ongeacht het aantal spelers, zal de speler het spel zeker winnen.